# イオンモール寝屋川
イオンモール寝屋川（イオンモールねやがわ）は、大阪府寝屋川市緑町の国道170号線（大阪外環状線）沿いに存在していたショッピングセンターである。

## 概要
1978年（昭和53年）3月24日にダイヤモンドシティにより寝屋川グリーンシティとして開業、開業時には「ジャスコ寝屋川店」を核店舗として95店舗の専門店が出店していた。
2007年（平成19年）8月21日、イオンモールがダイヤモンドシティと合併したことに伴って運営母体がイオンモールとなり、イオンモール寝屋川グリーンシティと改称された。
2010年（平成22年）9月には活性化を目指して全館改装を行い、新装開業した。
2011年（平成23年）3月1日、核店舗の「ジャスコ寝屋川店」は、イオングループの総合スーパーをイオンに店名統一することに伴って「イオン寝屋川店」に改称した。また、この年から進められたイオンの大型ショッピングセンターの名称の「イオンモール」への統一に伴い、同年10月21日にイオンモール寝屋川と再改称した。
当施設は公共施設が占める割合が高かったことから、市民のコミュニティーセンターとして自治省推せんによる開発銀行の「コミュニティ施設対象融資」を受けて建設された、当時としては珍しい事例であった。
また、近隣にあったダイエー初の本格的郊外型ショッピングセンターのダイエー香里店は当施設の開業の影響で来店者数や売上が減少するなど大きな打撃を受けることになった。
近隣には1998年（平成10年）3月1日に平和堂がアル・プラザ香里園を開業しており、競争が激化していた。さらに2015年10月23日に当モールから約3km南にイオンモール四條畷が開業したことなどから、2016年8月31日をもって建て替えのため一旦閉店した。閉店時点でダイヤモンドシティ時代から現存するイオンモールで建物が一番古いショッピングセンターであった。入居していた診療所は退去勧告に従わず診察を続けていたが、2019年3月末に閉所した。それ以降はしばらく放置されていたが、2021年6月から解体工事が開始され、2022年11月に建屋解体の完了を、周辺の道路などの工事の完了は2023年春ごろを目指して工事が行われている。跡地の利用計画については現時点では発表されていない。
なお、閉店前のイベントでは1万9833個の折り紙を使って制作されたモザイクアート（桜と寝屋川市のマスコット「はちかずきちゃん」）が、ギネス世界記録（最大の星形おりがみの展示、Largest display of origami stars）に認定されている。

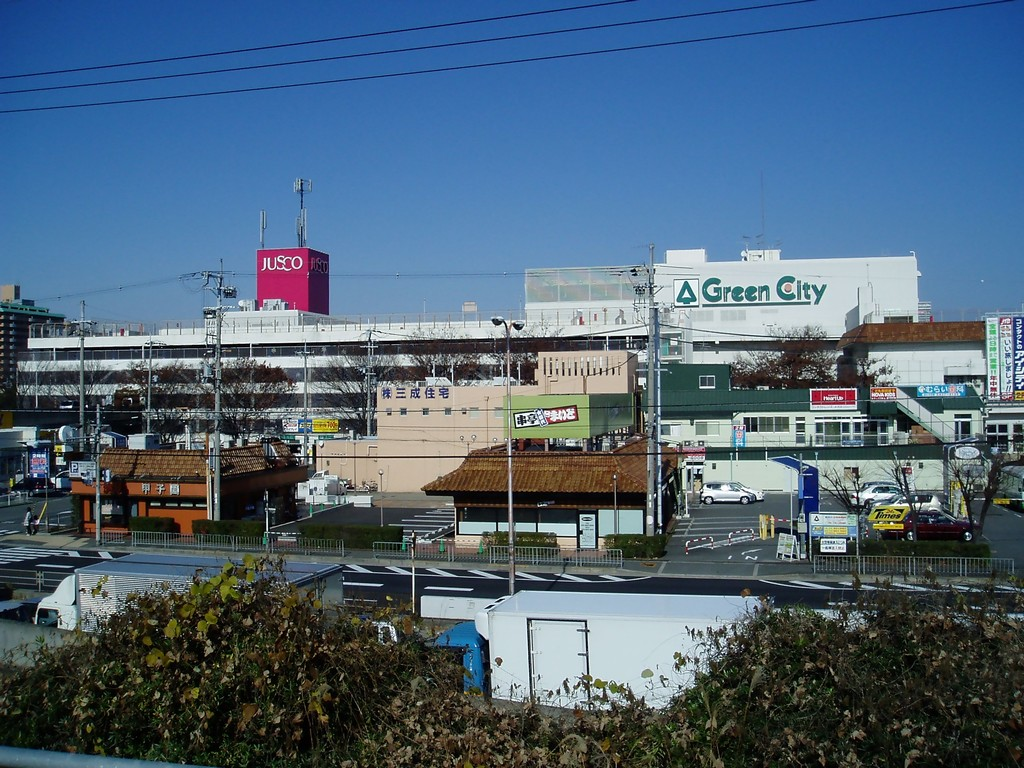
イオンモール寝屋川グリーンシティ時代の外観

## 主なテナント
2014年（平成26年）8月時点では、核店舗の「イオン寝屋川店」は地下1階・1階のみで2階・3階をすべて専門店街となっており、専門店の中では湯川家具やザ・ダイソー、テクモピア、喜久屋書店、g.u.などが売場面積の大きな店舗となっていた。

## 交通アクセス
詳細は公式サイト「アクセスガイド」を参照。
- 京阪本線香里園駅[1]。
- 京阪バス - 京阪本線寝屋川市駅・香里園駅からタウンくるが運行されている。
  - タウンくる寝屋川音羽町線・石津南町停留所から東に徒歩約3分。タウンくる寝屋川市内線木屋ルート・緑町中停留所前。